# Gli uomini preferiscono le bionde (film 1953)
Gli uomini preferiscono le bionde (Gentlemen Prefer Blondes) è un film del 1953 diretto da Howard Hawks.
Interpretato da Marilyn Monroe e Jane Russell, tratto dall'omonimo romanzo e dal successivo adattamento teatrale curati da Anita Loos. Il film ebbe enorme successo e lanciò all'apice della popolarità le due protagoniste.

## Trama
Lorelei Lee e Dorothy Shaw sono due ballerine americane molto amiche ma diverse fra loro: Dorothy è attratta dalla bellezza e Lorelei dalla ricchezza; infatti il suo fidanzato è il ricco Gus Esmond. I due progettano di sposarsi a Parigi perché il padre dell'uomo non vuole vedere il figlio sposato con una ragazza che non sia ricca; dunque Dorothy e Lorelei si imbarcano per essere raggiunte da Gus in un secondo momento.
Sulla nave Lorelei viene presentata al ricco Sir Francis Beekman, un anziano proprietario di una miniera di diamanti; la ragazza, con la sua bellezza, lo porta a regalarle il diadema che appartiene a sua moglie. Dorothy invece conosce Ernie Malone e si innamora di lui, ricambiata; Malone, in realtà, è un investigatore privato ingaggiato da Esmond sr. per controllare Lorelei e, quando Dorothy scopre la sua vera identità, lo rifiuta.
La nave finalmente arriva a Parigi, e le due ragazze cominciano a dedicarsi agli acquisti sfrenati. Quando arrivano all'albergo, scoprono che Gus ha annullato la prenotazione dell'albergo e la lettera di credito data a Lorelei; le due amiche si ritrovano così in mezzo alla strada, ma dopo poco tempo riescono a trovare lavoro in un teatro come ballerine. Gus arriva a Parigi e, quando assiste allo spettacolo di Lorelei, decide di lasciarla.
Intanto anche la polizia è a teatro per portare Lorelei in tribunale a causa del diadema, di cui è stata denunciata la scomparsa ma che la ragazza non vuole restituire perché lo considera suo; viene poi convinta da Dorothy a restituire l'oggetto, ma quando vuole farlo si accorge che è sparito: allora, mentre Dorothy va in tribunale al posto di Lorelei, quest'ultima cerca di spillare a Gus i soldi per un altro diadema.
In tribunale Dorothy cerca di far guadagnare a Lorelei più tempo possibile e, mentre viene interrogata, arriva Malone, che la riconosce: l'investigatore non dice però nulla, ma rintraccia Beekman e lo obbliga a restituire il diadema che aveva rubato a Lorelei per paura della moglie. Il padre di Gus va al teatro dove si è esibita Lorelei e gli impartisce la sua benedizione.
La pellicola si conclude con il doppio matrimonio di Lorelei con Gus e di Dorothy con Malone sulla nave.

## Produzione

### Interpreti
Gli attori Marilyn Monroe, Charles Coburn e George Winslow avevano già precedentemente recitato insieme l'anno prima ne Il magnifico scherzo (1952), diretto sempre da Howard Hawks.
Nel numero Diamonds Are a Girl's Best Friend, il giovane ballerino all'estrema destra con i baffetti è George Chakiris.

### Curiosità
L’interpretazione di "Diamonds Are A Girl's Best Friend" fu filmata anche in una versione Cinemascope per presentare l’allora nuovo formato a grande schermo. Fu poi inclusa dieci anni dopo nel documentario Marilyn di Henry Koster narrato da Rock Hudson.

## Distribuzione

### Edizione italiana
Nel doppiaggio italiano le due protagoniste Marilyn Monroe e Jane Russell sono state doppiate rispettivamente da Miranda Bonansea e da Dhia Cristiani. Dorothy (Jane Russell) però, nella scena del tribunale in cui finge di essere Lorelei (Marilyn Monroe) ha la stessa voce di Marilyn, ovvero di Miranda Bonansea.

## Influenza culturale

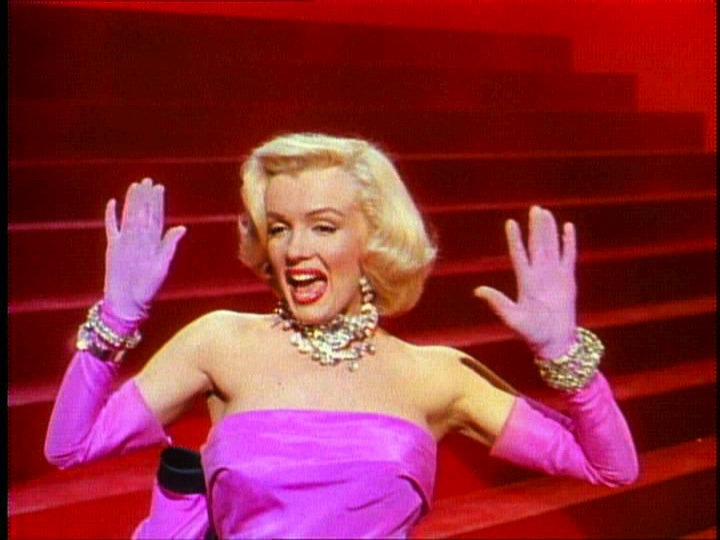
Marilyn Monroe interpreta Diamonds Are a Girl's Best Friend indossando il celebre vestito rosa.

La canzone Diamonds Are a Girl's Best Friend interpretata nella pellicola dalla Monroe fu un grande successo anche negli anni seguenti:
- nel 1985 Madonna riprese le scenografie, le coreografie e l'iconico vestito rosa di Marilyn Monroe nel video della sua canzone Material Girl;
- nel 2001 Nicole Kidman ha reinterpretato la canzone nella pellicola Moulin Rouge!;
- nell'agosto 2007 Beyoncé ha cantato la celeberrima canzone per la pubblicità dell'Emporio Armani;
- nel 2011 è stata cantata da Christina Aguilera nella pellicola Burlesque;
- nel film del 2020 Birds of Prey e la fantasmagorica rinascita di Harley Quinn l'attrice Margot Robbie, nei panni di Harley Quinn ricrea in maniera onirica la stessa scena.